# 테오 라틀리프

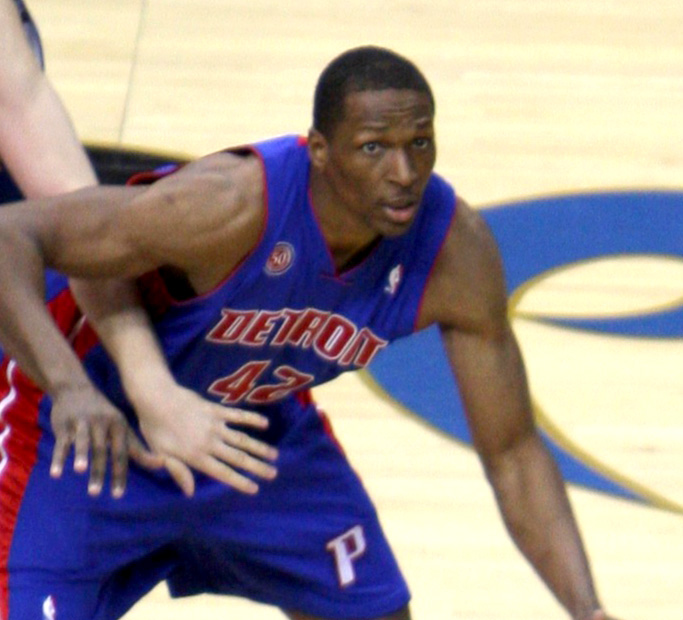

테오 라틀리프(Theo Ratliff, 본명: 테오팔루스 커티스 라틀리프, Theophalus Curtis Ratliff, 1973년 4월 17일 ~ )는 전미 농구 협회(NBA)에서 16시즌을 뛰었던 미국의 전직 프로 농구 선수이다.
앨라배마에서 태어난 라틀리프는 와이오밍 대학교에서 뛰고 졸업한 후 1995년 NBA 드래프트에서 디트로이트 피스톤스에 지명되었다. 그는 또한 필라델피아 세븐티식서스, 애틀랜타 호크스, 포틀랜드 트레일 블레이저스, 보스턴 셀틱스, 미네소타 팀버울브스, 디트로이트 피스톤스, 샌안토니오 스퍼스, 샬럿 밥캣츠, 로스앤젤레스 레이커스에서 뛰었다. 주로 센터였던 그는 뛰어난 슛 블로커로 널리 알려져 있었으며 경기당 블록 수에서 리그 3위를 차지했다. 2024년 기준 통산 블록 부문 역대 20위를 기록했다.

## 대학 경력
베니 디스에 의해 영입된 라틀리프는 1991년부터 와이오밍 카우보이스에서 뛰었다. 1학년 때 프런트 코트 상급생 브라이언 리워스, 레지 슬레이터, 팀 브로와 함께 플레이하면서 제한된 플레이 시간을 보았다. 슬레이터와 브로의 졸업 후 라틀리프는 2학년 시즌의 플레이 시간이 늘어나는 것을 확인했으며 3학년과 4학년을 위한 와이오밍의 출발 센터로 자리매김했다. 4학년 때 라틀리프는 28경기에서 144블록을 축적하여 게임당 평균 5.14블록을 기록했다.
라틀리프는 앨런조 모닝(Alonzo Mourning)에 이어 NCAA 디비전 I 역사상 두 번째 주요 샷 블로커로서 대학 생활을 마쳤다. 카우보이 경력에서 그의 425개의 블록 슛은 2024년까지 학교 역사상 가장 많은 기록이다. 라틀리프는 2005년에 와이오밍 대학교 육상 명예의 전당에 입성했다.